# Hazeldonk (Vlierden)
Hazeldonk is een hoeve in de voormalige gemeente Vlierden die tussen 1750 en 1888 de residentie van de heren van Vlierden was.

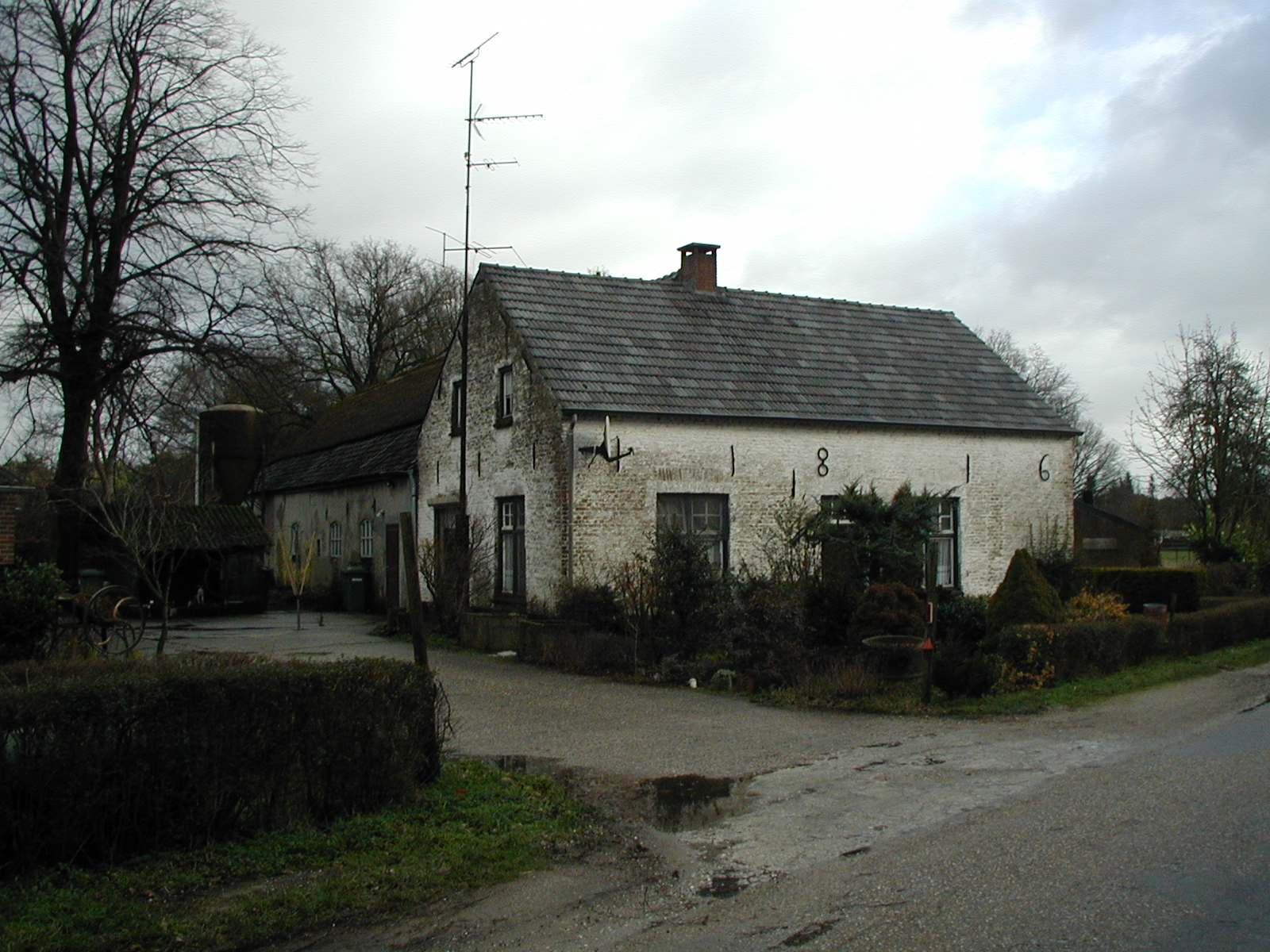
De hoeve Hazeldonk aan de Hazeldonkseweg te Vlierden.

De hoeve, gelegen aan een dekzandrug langs de Astense Aa, wordt voor de eerste maal genoemd in het cijnsregister van de hertog van Brabant uit 1340. Eeuwenlang komen we lokale landbouwers tegen als eigenaren van de hoeve. Vóór 1531 kwam het goed Hazeldonk in handen van de abdij van Binderen, die het geheel met een grootte van 75 lopense wei- en grasland en 64,5 lopense akkerland uitbaatte tot de opheffing van de abdij in 1648. Vanaf 1750 woonden de heren van Vlierden periodiek op de hoeve, die hier, in tegenstelling tot omringende heerlijkheden als Helmond, Deurne en Asten geen kasteel bezaten. Wanneer zij elders verbleven, werd het door een rentmeester als agrarisch bedrijf uitgebaat.
Zelfs het enige landhuis te Vlierden, gelegen op de Baarschot, was geen eigendom van de heren van Vlierden, maar van het geslacht De Maurissens. Toch wisten de heren van Vlierden, en dan met name het geslacht D'Aumerie, er een fraaie buitenplaats van te maken met lanen, pleziertuinen en boomgaarden. In 1816 werd de nog bestaande hoeve gebouwd, bestaande uit een afzonderlijk eenlaags voorhuis met kap en een agrarisch gebruikt achterhuis.